# Posada (Wygnanka)
Posada – część wsi Wygnanka w Polsce, położona w województwie lubelskim, w powiecie bialskim, w gminie Sosnówka.
W latach 1975–1998 Posada administracyjnie należała do województwa bialskopodlaskiego.